# Athletic Club 1983-1984
Questa voce raccoglie le informazioni riguardanti l'Athletic Club nelle competizioni ufficiali della stagione 1983-1984.

## Stagione
Secondo titolo consecutivo per l'Athletic Club nella stagione 1983-84, conquistato grazie alla miglior differenza reti nei confronti del Real Madrid. A questa vittoria si aggiunse inoltre la conquista della ventitreesima Coppa del Re ottenuta dopo aver sconfitto il Barcellona al termine di una finale caratterizzata da scontri tra i giocatori. In Coppa dei Campioni i rojiblancos furono eliminati agli ottavi di finale dal Liverpool, futuro vincitore della manifestazione.

## Maglie e sponsor
| Manica sinistra · Manica sinistra · Maglietta · Maglietta · Manica destra · Manica destra · Pantaloncini · Pantaloncini · Calzettoni · Calzettoni |

## Rosa
| N. |                   | Ruolo | Calciatore         |
| -- | ----------------- | ----- | ------------------ |
| -  | Spagna (bandiera) | P     | Andoni Zubizarreta |
| -  | Spagna (bandiera) | P     | Andoni Cedrún      |
| -  | Spagna (bandiera) | P     | Carlos Meléndez    |
| -  | Spagna (bandiera) | D     | Santiago Urquiaga  |
| -  | Spagna (bandiera) | D     | Íñigo Liceranzu    |
| -  | Spagna (bandiera) | D     | Luis de la Fuente  |
| -  | Spagna (bandiera) | D     | Andoni Goikoetxea  |
| -  | Spagna (bandiera) | D     | José María Núñez   |
| -  | Spagna (bandiera) | D     | Patxi Salinas      |
| -  | Spagna (bandiera) | D     | Genar Andrinua     |
| -  | Spagna (bandiera) | D     | Rubén Bilbao       |
| -  | Spagna (bandiera) | D     | Patxi Bolaños      |

| N. |                   | Ruolo | Calciatore          |
| -- | ----------------- | ----- | ------------------- |
| -  | Spagna (bandiera) | D     | Pizo Gómez          |
| -  | Spagna (bandiera) | C     | José Ramón Gallego  |
| -  | Spagna (bandiera) | C     | Ismael Urtubi       |
| -  | Spagna (bandiera) | C     | Miguel Ángel Sola   |
| -  | Spagna (bandiera) | C     | Miguel de Andrés    |
| -  | Spagna (bandiera) | C     | Juan José Elgezabal |
| -  | Spagna (bandiera) | A     | Manuel Sarabia      |
| -  | Spagna (bandiera) | A     | Estanislao Argote   |
| -  | Spagna (bandiera) | A     | José María Noriega  |
| -  | Spagna (bandiera) | A     | Endika Guarrotxena  |
| -  | Spagna (bandiera) | A     | Dani                |
| -  | Spagna (bandiera) | A     | Julio Salinas       |

## Statistiche

### Statistiche di squadra
| Competizione       | Punti | Totale | Totale | Totale | Totale | Totale | Totale | DR |
| Competizione       | Punti | G      | V      | N      | P      | Gf     | Gs     | DR |
| ------------------ | ----- | ------ | ------ | ------ | ------ | ------ | ------ | -- |
| Primera División   | 49    | 34     | 20     | 9      | 5      | 53     | -48    |    |
| Coppa del Re       | -     | 9      | 7      | 0      | 2      | 11     | 4      | +7 |
| Copa de la Liga    | -     | 2      | 0      | 0      | 2      | 3      | 6      | -3 |
| Coppa dei Campioni | -     | 3      | 1      | 0      | 2      | 4      | 3      | +1 |
| Totale             | -     | 48     | 28     | 9      | 11     | 71     | -60    |    |

### Statistiche dei giocatori
| Giocatore     | Primera División | Primera División | Primera División | Primera División |
| Giocatore     | Pres             | Gol              | Am               | Esp              |
| ------------- | ---------------- | ---------------- | ---------------- | ---------------- |
| Andrinúa      | 1                |                  |                  |                  |
| Argote        | 32               | 5                | 4                |                  |
| Dani          | 10               | 3                | 1                |                  |
| De La Fuente  | 32               |                  |                  | 1                |
| De Andrés     | 25               | 1                | 5                |                  |
| Elgezábal     | 4                | 2                | 1                | 1                |
| Endika        | 23               | 3                | 1                |                  |
| Gallego       | 29               | 1                | 1                |                  |
| Goikoetxea    | 28               | 2                | 5                |                  |
| Julio Salinas | 10               |                  |                  |                  |
| Liceranzu     | 32               | 7                | 4                |                  |
| Noriega       | 31               | 6                |                  |                  |
| Núñez         | 21               |                  | 3                |                  |
| Patxi Salinas | 14               |                  |                  |                  |
| Rubén Bilbao  | 1                |                  |                  |                  |
| Sarabia       | 32               | 9                | 2                |                  |
| Sola          | 25               | 5                | 6                |                  |
| Urquiaga      | 33               |                  | 1                |                  |
| Urtubi        | 28               | 6                | 1                |                  |
| Zubizarreta   | 34               |                  |                  |                  |